# Laurent Bonnevay
Laurent Bonnevay (Saint-Didier-au-Mont-d'Or, 28 de julio de 1870-Lyon, 28 de mayo de 1957) fue un político francés de la Tercera República.

## Biografía
Nacido el 28 de julio de 1870 en Saint-Didier-au-Mont-d'Or, en 1891 se licenció en Derecho.
Figura destacada del centro derecha en el departamento de Ródano, y miembro del Parti démocrate populaire, fue diputado entre 1902 y 1924. Ejerció de ministro de Justicia en un gabinete Briand entre el 16 de enero de 1921 el 15 de enero de 1922. Bonnevay, que entre 1924 y 1927 fue senador, a partir de 1928 volvería a ocupar el cargo de diputado.
Diputado radical independiente en 1940, fue uno de los 80 parlamentarios que votó en contra de la concesión a Philippe Pétain de plenos poderes constitucionales el 10 de julio, aunque su posterior compromiso activo con la Resistencia se limitó únicamente a la organización de reuniones republicanas.
Falleció el 28 de mayo de 1957 en Lyon.